# Dan Auerbach
Dan Auerbach, właściwie Daniel Quine Auerbach (ur. 14 maja 1979 roku w Akron w stanie Ohio) – multiinstrumentalista znany jako gitarzysta i wokalista blues-rockowego zespołu The Black Keys.
Jest po rozwodzie ze Stephanie Gonis, z którą ma córkę, Sadie Auerbach (ur. 2008).
Jego dziadkowie mają polskie i niemieckie pochodzenie.

## Dyskografia

### Albumy solowe
- Keep It Hid (2009)
- Waiting on a Song (2017)